# Pierre Theunis
Pierre Theunis (Antwerpen, 1 mei 1883 - Schaarbeek, 24 april 1950) was een Belgisch beeldhouwer en medailleur.

## Levensloop
Theunis werd in 1883 in Antwerpen geboren. Hij werd in Brussel opgeleid tot beeldhouwer. Hij was een leerling van onder anderen Dillens, Van der Stappen, Jacquet en Lefèvre. Als jonge beeldhouwer werd zijn werk met diverse prijzen bekroond. In 1903 ontving hij de tweede prijs bij het Concours Godecharle, in 1906 de tweede prijs bij de Prix de Rome en in 1910 de zilveren medaille op de Wereldtentoonstelling van 1910 te Brussel. Van 1904 tot 1910 werkte hij in het atelier van Thomas Vinçotte. Hij werkte in die periode mee aan het ruiterstandbeeld van Leopold II aan het Troonplein in Brussel. Zelf maakte Theunis beeldhouwwerken, die te zien zijn in de publieke ruimte van diverse Belgische plaatsen. Theunis ontwierp ook een groot aantal medailles en plaquettes.

## Werken (selectie)
- 1910 - Marmeren buste van een jonge vrouw (gemaakt ten behoeve van de wereldtentoonstelling, Brussels museum)
- 1914 - Buste van Filips van België (Brussel)
- 1919/1920 - Buste van Emile Bockstael, burgemeester van Laken (zowel in het gemeentehuis van Laken als op het kerkhof aldaar)
- 1920-1921 - Memoriaal Léon Rinskopf, dirigent en conservatoriumdirecteur (Conservatorium, Oostende)
- 1922 - Buste van Hubert Stiernet
- 1931 - Gedenkteken voor de gefusilleerden van Evere op de begraafplaats aldaar

## Bibliografie

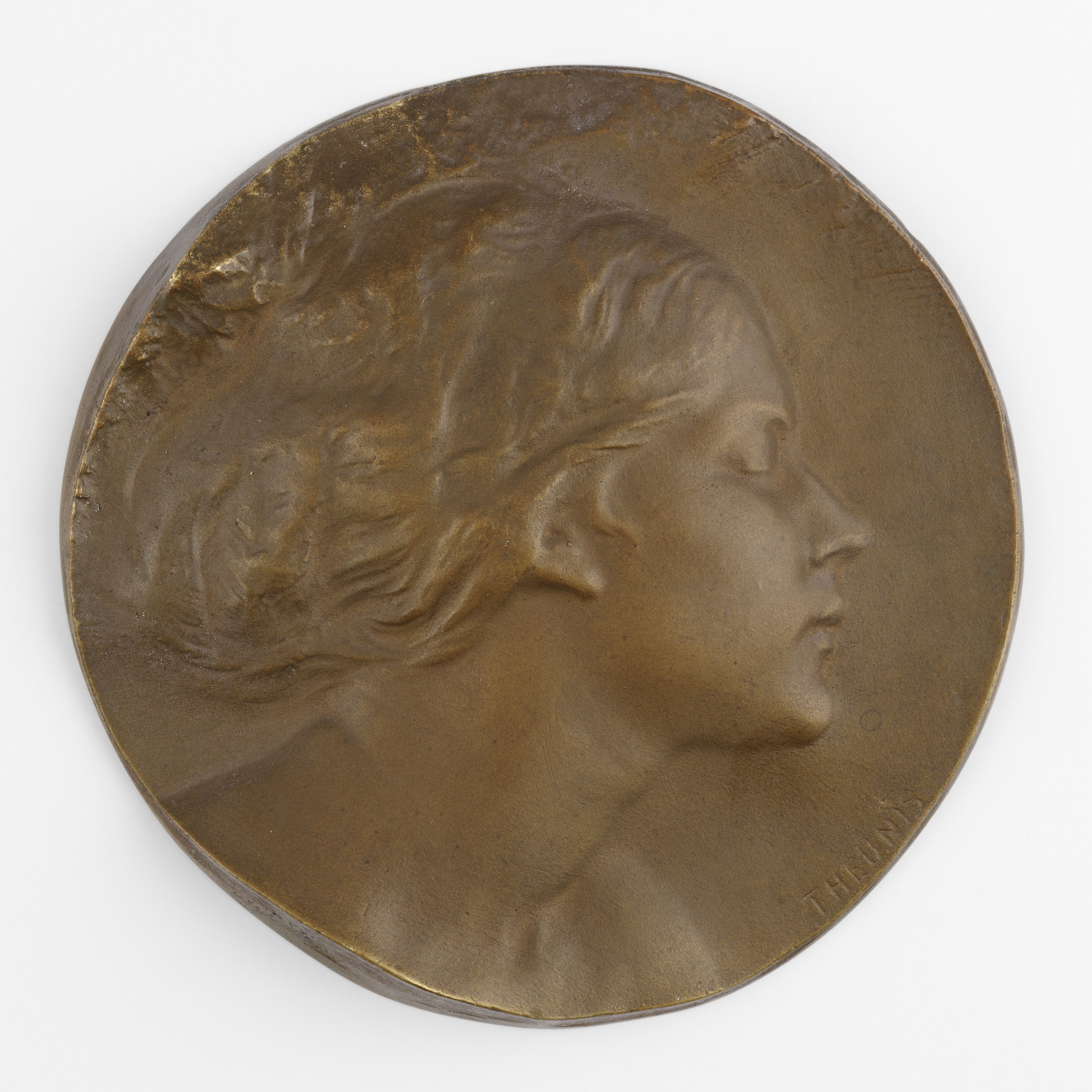
Jonge vrouw (medaille, 1913)